# Оспин
Оспин (бел. Воспін) — деревня, входящая в Волосовичский сельсовет Октябрьского района Гомельской области.

## География

### Расположение
В 29 км на юго-восток от районного центра городского посёлка Октябрьский, в 259 км от Гомеля, в 32 км от железнодорожной станции Рабкор, расположенной на ветке Бобруйск — Рабкор, отходящей от линии Осиповичи — Жлобин.

## Транспортная система
Транспортная связь по просёлочной, а затем по автомобильной дороге Октябрьский — Озаричи.
В деревне 6 жилых домов (2004 год). Планировка — 3 обособленных, небольших участка с бессистемной застройкой. Застройка деревянными домами усадебного типа.

## История
По письменным источникам деревня известна с начала XX века. В 1922 году построена и открыта школа.
Во время Великой Отечественной войны, в апреле 1942 года, немецкие каратели сожгли 12 дворов и убили 30 жителей. На фронтах погибли 29 жителей деревни.
В составе колхоза имени А. М. Горького с центром в деревне Дербин.

## Население

### Численность
- 2016 год — 3 двора, 3 жителей.

### Динамика
- 1925 год — 39 дворов.
- 1940 год — 63 двора, 324 жителя.
- 1959 год — 129 жителей (согласно переписи).
- 2004 год — 6 дворов, 6 жителей.
- 2016 год — 3 двора, 3 жителей.